# Ida Straus
Rosalie Ida Straus, ameriška gospodinja in žena solastnika veleblagovnice Macy, * 6. februar 1849, Worms, Nemčija, † 15. april 1912, Atlantski ocean
Ida Straus je bila žena ameriška poslovneža in politika Isidorja Strausa, s katerim je umrla v potopu ladje RMS Titanic leta 1912. Ko jo je Isidor prosil naj se vkrca v reševalni čoln, mu je Ida odgovorila: "Že veliko let živiva skupaj. Kamor greš ti, grem tudi jaz in umrla bova skupaj". Po potopu Titanica njenega trupla niso našli, zato je njena družina zbrala nekaj morske vode z mesta nesreče in jo v njen spomin zlila v veliko uro v mavzoleju, kjer je pokopan Isidor. 